# Kunio-kun
Kunio-kun (くにおくん) é uma série de jogos eletrônicos iniciada pela Technōs Japan. A série agora é gerenciada pela Arc System Works, que comprou todos os direitos de propriedade intelectual do sucessor espiritual da Technōs, Million Corp. O primeiro jogo da série é totalmente intitulado Nekketsu Kōha Kunio-kun (熱血硬派くにおくん), que se traduz aproximadamente em "Sangue Durão Kunio", com Nekketsu sendo o nome da escola de Kunio. O sufixo kun depois de seu nome é um honorífico japonês informal, geralmente aplicado a homens jovens.
A série teve origem nos fliperamas e no console Famicom; seu título e seu protagonista, Kunio (renomeado de várias formas "Alex" e "Crash Cooney" nos Estados Unidos), foram nomeados em homenagem ao ex-presidente da Technōs Japan, Kunio Taki. Junto com isso, Kunio também se tornou o mascote principal da Technōs no Japão, aparecendo no logotipo da empresa em vários jogos e comerciais de televisão. Embora o jogo original tenha sido criado por Yoshihisa Kishimoto — que mais tarde criou Double Dragon —, muitos dos jogos posteriores (principalmente os do apelido Downtown Nekketsu) foram obra de dois homens: Mitsuhiro "Yoshimitsu" Yoshida e Hiroyuki "Mokeke" Sekimoto.
Alguns dos primeiros jogos de Kunio para o NES foram localizados no mercado norte-americano. Isso inclui Renegade, River City Ransom, Super Dodge Ball, Crash 'the Boys: Street Challenge e Nintendo World Cup, que eram versões fortemente "americanizadas" dos jogos de Kunio-kun. A Technōs Japan lançou mais de vinte títulos de Kunio-kun para o Famicom, Game Boy e Super Famicom no Japão. Além disso, portas licenciadas dos jogos foram criadas para outras plataformas, como o PC-Engine (por Naxat Soft), Mega Drive (por Pal Soft) e o Sharp X68000 (por Sharp).

## Mangá
Um mangá baseado nos jogos eletrônicos foi produzido com o título Ore wa Otoko Da! Kunio-kun (おれは男だ! くにおくん). O mangá foi ilustrado por Kosaku Anakubo e foi publicado na antologia mensal CoroCoro Comic de 1991 a 1996, com duração de onze edições compiladas. Oreko Otoko Da! foi premiado com o Prêmio de Mangá Shogakukan de mangá infantil em 1995.